# Penantkast

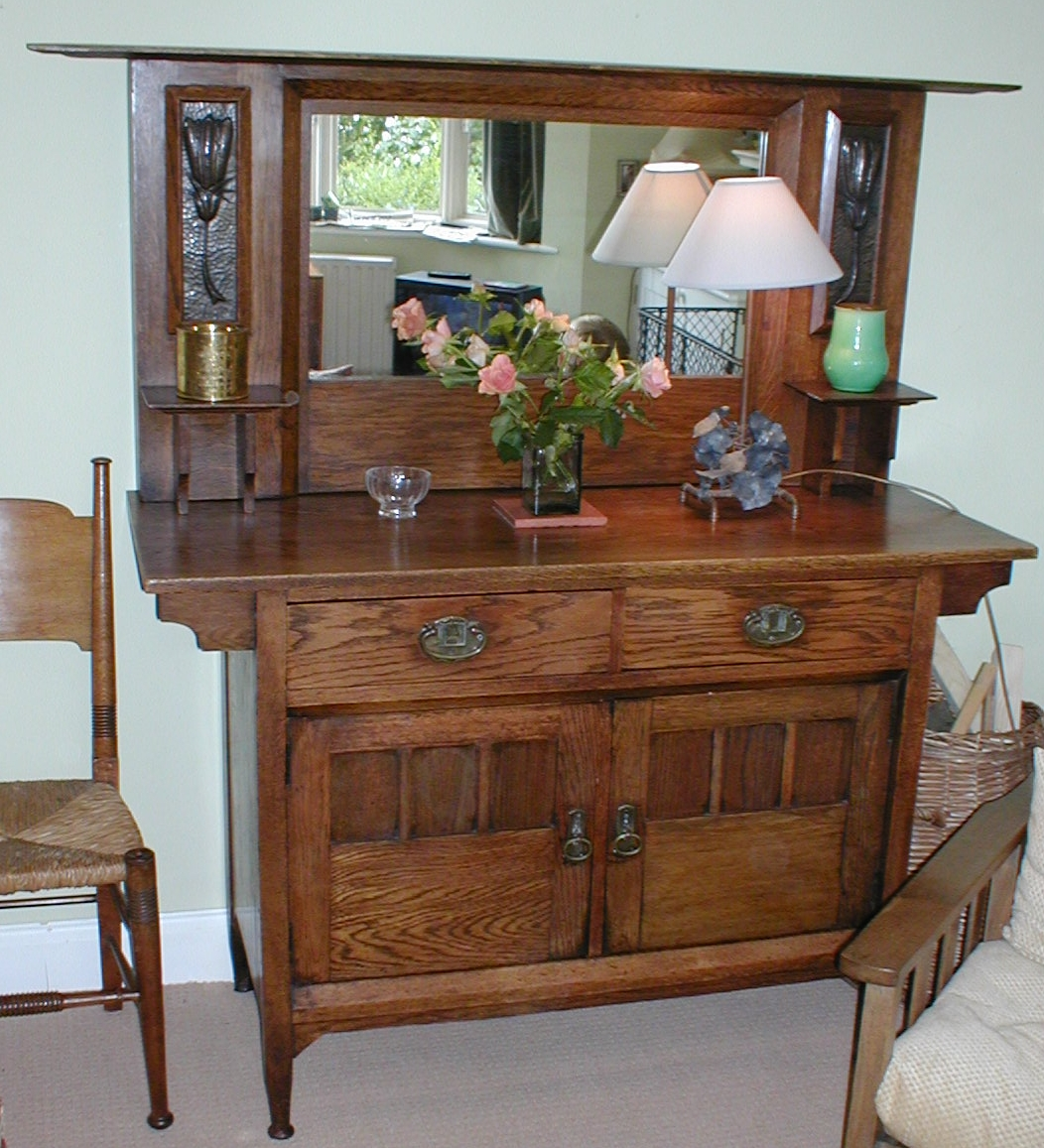
Engelse penantkast, ca. 1905

De penantkast is een klein model salonmeubel. Deze kasten worden ook wel dienstbodenkastje of meidenkastje genoemd omdat ze vaak in een personeelsvertrek stonden.
De kast is in de regel van eikenhout, kersenhout, iepenhout of vurenhout gemaakt, maar meestal gefineerd met mahoniehout. Het bevat twee deurtjes met daarachter een kastplank en daarboven soms een of twee lades. De poten aan de voorkant eindigen meestal bolvormig gedraaid of zijn uitgevoerd als leeuwenpoten.
Het beslag van de sleutelgaten en de handgrepen van de laden is doorgaans in messing uitgevoerd. Wegens het gebruik van de kastjes als wastafel werd de bovenkant soms voorzien van een marmeren blad. Vaak staat op zo'n kast dan een penantspiegel.
De maten zijn ongeveer 100 cm hoog, 105 cm breed en 50 cm diep. Door de geringe breedte is het een geschikte kast om tussen twee vensters (aan het penant) geplaatst te worden.
De kasten werden in de 19e eeuw en in het begin van de 20e eeuw vervaardigd in Biedermeier stijl en in de stijl van de arts-and-craftsbeweging.